# أفلاطون تيبورتينوس
أفلاطون تيبورتينوس (باللاتينية: Plato Tiburtinus) وعرف أيضاً باسم أفلاطون التيفولي هو رياضياتي وفلكي ومترجم إيطالي من القرن الثاني، عاش في مدينة برشلونة من سنة 1116 إلى سنة 1138. عرف بترجمته للكتب من العبرية والعربية إلى اللغة اللاتينية، ويعرف أيضاً بنقله آلة الأسطرلاب إلى أوروبا. أشهر الكتب التي قام بترجمتها هو كتاب الولادة لأبي علي الخياط وكتاب تيترابيبلوس (الأجزاء الأربعة) لبطليموس من العربية إلى اللاتينية وكتاب الكرويات لمحمد بن جابر بن سنان البتاني وكتاب ليبر إيمبادوروم لأبراهام بار خيا من العبرية وألذي كان له أعمال مشتركة، وقد إشترك أيضاً بعدة أعمال مع ألبيرتوس ماغنوس وليوناردو فيبوناتشي.